# Лизгау
Лизгау (на немски: Liesgau; Lisgau) е средновековно гау-графство в днешна югоизточна Долна Саксония и в малка част от Северозападна Тюрингия в Германия.

## Графове в Лизгау
- Бурхард (IV) († 13 юли 982), граф в Хасегау и Лизгау
- Зигберт (Зигбарт, Зико I), брат на саксонския пфалцграф Дитрих († 6 март 995)
- Хайнрих III, граф в Лизгау (Удони), син на граф Лотар Удо I фон Щаде († 23 юни 994) и внук на Зигберт
- Удо фон Катленбург (* ок. 975; † сл. 1040)
- Дитрих I фон Катленбург (* ок. 1000, † 10 септември 1056).